# Arbeitsort
Arbeitsort ist im Arbeitsrecht der Ort, an dem sich der Arbeitsplatz eines Arbeitnehmers befindet. Im öffentlichen Dienst heißt der Arbeitsort auch Dienstort. Das Sozialversicherungsrecht kennt den Beschäftigungsort.

## Arten
Der Arbeitsort kann der Geschäftssitz des Arbeitgebers, eine Niederlassung, Zweigniederlassung, Zweigstelle, Filiale oder ein anderer vom Arbeitgeber zugewiesener Ort sein. Insbesondere bei Betrieben mit Filialnetz sehen die Arbeitsverträge meist keine Beschränkung des Arbeitsortes vor. Als Arbeitsort können nicht nur alle Betriebe oder ein bestimmter Betrieb des Arbeitgebers vereinbart werden, sondern auch ein räumlich konkretisierter Arbeitsplatz innerhalb eines Betriebs. Es ist auch möglich, im Arbeitsvertrag wechselnde, im Voraus nicht näher bestimmte Einsatzorte festzulegen (Baustelle, Montage). Im Kundendienst liegt der Arbeitsort beim jeweiligen Kunden. Ist der Arbeitsort nicht festgelegt und auch nicht durch Auslegung des Arbeitsvertrags zu ermitteln, so ist gemäß § 269 Abs. 1 BGB im Regelfall der Betriebssitz maßgebend, sofern der Arbeitnehmer dort ständig beschäftigt wird, und damit der Arbeitsort des Arbeitnehmers. Arbeitsort kann auch die Wohnung des Arbeitnehmers sein (Heimarbeit, Teleheimarbeit), denn Heimarbeit wird „in eigener Wohnung oder selbst gewählter Arbeitsstätte“ ausgeführt (§ 2 Abs. 1 Heimarbeitsgesetz).

## Rechtsfragen
Nach § 106 GewO darf der Arbeitgeber den Arbeitsort des Arbeitnehmers nach billigem Ermessen näher bestimmen (Weisungsrecht), soweit der Arbeitsort nicht durch Arbeitsvertrag, Bestimmungen einer Betriebsvereinbarung, eines anwendbaren Tarifvertrags oder gesetzliche Vorschriften festgelegt ist. Arbeitsort ist dem Bundesarbeitsgericht (BAG) zufolge der Ort, an dem oder von dem aus der Arbeitnehmer unter Berücksichtigung aller Umstände des Einzelfalls den wesentlichen Teil seiner Arbeitspflichten gegenüber seinem Arbeitgeber tatsächlich erfüllt. Es ist Aufgabe des Arbeitgebers, den Arbeitsort in diesem Rahmen näher zu konkretisieren. Ist der Arbeitsort im Arbeitsvertrag verbindlich festgelegt, bedarf die Zuweisung einer Tätigkeit an einem anderen Ort eines Änderungsvertrags oder einer Änderungskündigung.
Der Wechsel in eine (andere) Niederlassung, Zweigniederlassung, Zweigstelle oder Filiale ist im Regelfall eine Versetzung. Ein für das Arbeitsverhältnis untypischer Wechsel des Arbeitsortes für länger als einen Monat ist in der Regel eine mitbestimmungspflichtige Versetzung. Aus einer langjährigen Beschäftigung an einem festen Arbeitsort leitet sich allerdings kein Anspruch des Arbeitnehmers hierauf ab. Demzufolge hat der Arbeitgeber das Recht, den Arbeitnehmer zu versetzen, wenn kein fester Arbeitsort im Arbeitsvertrag vereinbart ist. Selbst wenn der Arbeitsort im Arbeitsvertrag ausdrücklich genannt ist, kann der Arbeitgeber aufgrund seines Direktionsrechts in bestimmten Fällen berechtigt sein, dem Arbeitnehmer einen anderen Arbeitsort zuzuweisen, ohne eine Änderungskündigung (§ 1 Abs. 2 KSchG) aussprechen zu müssen. Im Fall ging es beim Bundesarbeitsgericht (BAG) um eine Flugbegleiterin, deren Arbeitsvertrag zum Vertragsbeginn einen bestimmten Arbeitsort festlegte. Die im Arbeitsvertrag enthaltene Verpflichtung des Luftfahrtunternehmers, für jedes Besatzungsmitglied eine Heimatbasis anzugeben, verlangt keine vertragliche Festschreibung des Stationierungsorts. Vielmehr ist es nicht ausgeschlossen, bei entsprechenden vertraglichen Voraussetzungen im Wege des Direktionsrechts diese Heimatbasis durch eine Versetzung zu verändern.
Die so genannte Versetzungsklausel räumt in Arbeitsverträgen dem Arbeitgeber das Recht ein, den Arbeitsort des Arbeitnehmers gegebenenfalls zu wechseln. Durch diese Versetzungsklausel entfällt der Anspruch des Arbeitnehmers auf einen festen Arbeitsort, denn der Arbeitgeber ist grundsätzlich berechtigt, den Ort der Arbeitsleistung innerhalb des Bundesgebiets nach billigem Ermessen näher zu bestimmen. Diese Klausel lässt zweifelsfrei erkennen, dass eine Versetzung an alle Arbeitsorte des Unternehmens in Betracht kommen kann. 
Dass sich ein Arbeitnehmer im Laufe der Zeit bezüglich der Gestaltung seines persönlichen Umfelds an der ausgeübten Tätigkeit und insbesondere am Arbeitsort ausrichtet, ist nur eine Folge der langjährigen Tätigkeit und begründet, ohne dass weitere Umstände hinzutreten, keine Konkretisierung auf einen bestimmten Arbeitsort.
Bei Streitigkeiten aus dem Arbeitsverhältnis kann die Klage vor dem Arbeitsgericht erhoben werden, das für den Arbeitsort zuständig ist (Gerichtsstand des Arbeitsortes). Das ist nach § 48 Abs. 1a Arbeitsgerichtsgesetz (ArbGG) der Ort, wo „der Arbeitnehmer gewöhnlich seine Arbeit verrichtet oder zuletzt gewöhnlich verrichtet hat“.

## Arbeitsort und Mobilität
An den Arbeitsort ist oft durch den Wohnort auch die Privatsphäre der Arbeitnehmer gekoppelt. Der Wechsel des Arbeitsortes unter Beibehaltung des Wohnortes ist Ausdruck der Mobilität von Arbeitnehmern. Hierfür hat sich der Begriff der arbeitsbedingten Mobilität in der Arbeits- und Mobilitätsforschung gebildet. Dabei liegt residenzielle Mobilität vor, wenn der Wohnort erhalten bleibt, während bei der zirkulären Mobilität der Wohnort an den neuen Arbeitsort verlegt wird. Sind Arbeits- und Wohnort nicht identisch, gehören die Arbeitnehmer zu den Pendlern. In Deutschland lag 2015 die Pendlerquote bei 60 %, in Nordrhein-Westfalen gab es eine Pendlerquote von 50,6 % aller Erwerbstätigen. Dabei wies Düsseldorf – bezogen auf die Erwerbstätigen am Arbeitsort – die meisten Einpendler (58 %) auf, gefolgt von Bonn (55,4 %), Essen (46,6 %), Duisburg (45,6 %), Münster und Bochum (44,6 %) oder Köln (44,1 %). Köln führte mit der absoluten Zahl von 315.744 Einpendlern, gefolgt von Düsseldorf (296.037). Deutschlandweit führte Frankfurt am Main mit 313.650 Einpendlern, gefolgt von München (308.990), Hamburg (294.460), Berlin (220.880), Köln (214.940) und Düsseldorf (209.890). Die durchschnittliche Pendlerstrecke betrug im Jahre 2016 16,91 Kilometer.